# Wojewodowie pomorscy

## Wojewodowiewojewództwa pomorskiegoKrólestwa PolskiegoiI Rzeczypospolitej
| Monarcha                                                                              | #  | Wojewoda                                                   | Portret | Herb | Lata sprawowania urzędu                               | Lata życia                                     |
| ------------------------------------------------------------------------------------- | -- | ---------------------------------------------------------- | ------- | ---- | ----------------------------------------------------- | ---------------------------------------------- |
| Kazimierz IV Jagiellończyk                                                            | 1  | Jan z Jani niem. Johannes von Jane                         |         |      | 10 maja 1454 – 22 marca 1461                          | ok. 1400 – 29 marca 1461                       |
| Kazimierz IV Jagiellończyk                                                            | 2  | Otto Machwicz Otton Machowicz                              |         |      | 19 maja 1467 – 7 czerwca 1477                         | zm. przed 7 stycznia 1478                      |
| Kazimierz IV Jagiellończyk                                                            | 3  | Fabian Legendorf–Mgowski                                   |         |      | 10/11 marca 1478 – 9 marca 1483                       | ok. 1425, Maulen – 9 marca 1483                |
| Kazimierz IV Jagiellończyk                                                            | 4  | Jan Bajerski niem. Johannes von Bayersee                   |         |      | 19 marca 1483 – 1 czerwca 1484                        | ok. 1425, Bajerze – 22 lipca 1484, Bajerze     |
| Kazimierz IV Jagiellończyk/ Jan I Olbracht/ Aleksander Jagiellończyk/ Zygmunt I Stary | 5  | Mikołaj Wulkowski niem. Nicolaus von Wulkow                |         |      | 7 stycznia 1485 – 9 grudnia 1509                      | zm. przed 9 grudnia 1509                       |
| Zygmunt I Stary                                                                       | 6  | Mikołaj Szpot z Krajowa                                    |         |      | 1 sierpnia 1511/16 marca 1512 – 21 maja 1518          | zm. 1518                                       |
| Zygmunt I Stary                                                                       | 7  | Jerzy Konopacki                                            |         |      | 26 sierpnia 1518 – 28 lutego 1543                     | 1477 – 28 lutego 1543, Świecie                 |
| Zygmunt I Stary                                                                       | 8  | Mikołaj Działyński                                         |         |      | 16 stycznia 1544 – 5 lutego 1545                      | zm. przed 22 maja 1545                         |
| Zygmunt I Stary                                                                       | 9  | Jan Sokołowski                                             |         |      | 22 maja 1545 – 12 lipca 1546                          | zm. przed 10 września 1546                     |
| Zygmunt I Stary/ Zygmunt II August                                                    | 10 | Stanisław Kostka                                           |         |      | 10 września 1546 – 2 maja 1551                        | 1487, Sztemberk – 7 grudnia 1555, Malbork      |
| Zygmunt II August                                                                     | 11 | Jan Działyński                                             |         |      | 2 maja 1551 – 5 stycznia 1556                         | zm. przed 8 maja/na początku 1583              |
| Zygmunt II August                                                                     | 12 | Fabian Czema niem. Fabian von Zahmen                       |         |      | 5 stycznia 1556 – 20 listopada 1565                   |                                                |
| Zygmunt II August/ Henryk III Walezy/ Stefan Batory                                   | 13 | Achacy Czema niem. Achaz von Zehmen                        |         |      | 3 lutego 1566 – 19 – 29 listopada 1576                | zm. pomiędzy 19 a 29 listopada 1576            |
| Stefan Batory/ Zygmunt III Waza                                                       | 14 | Krzysztof Kostka                                           |         |      | połowa stycznia 1577 – 5 sierpnia 1594                | ok. 1530 – 5 sierpnia 1594                     |
| Zygmunt III Waza                                                                      | 15 | Ludwik Mortęski                                            |         |      | 20 października 1594 – 23 sierpnia 1611               | 1554 – 15 sierpnia 1615                        |
| Zygmunt III Waza                                                                      | 16 | Michał Konarski                                            |         |      | 1611 – 29 kwietnia 1613                               | ok. 1557 – 29 kwietnia 1613                    |
| Zygmunt III Waza                                                                      | 17 | Samuel Żaliński                                            |         |      | maj 1613 – 3 listopada 1625                           |                                                |
| Zygmunt III Waza                                                                      | 18 | Maciej Niemojewski                                         |         |      | 17 listopada 1625 – grudzień 1625                     | zm. koniec 1625                                |
| Zygmunt III Waza                                                                      | 19 | Samuel Konarski                                            |         |      | 9 lutego 1626 – 30 listopada 1629                     |                                                |
| Zygmunt III Waza/ Władysław IV Waza                                                   | 20 | Paweł Jan Działyński                                       |         |      | 16 maja 1630 – 17 lipca 1643                          | ok. 1594 – 17 lipca 1653, Bratian              |
| Władysław IV Waza/ Jan II Kazimierz Waza                                              | 21 | Gerhard Denhoff                                            |         |      | 16 sierpnia 1643 – 23 grudnia 1648                    | 1589 – 23 grudnia 1648, Malbork                |
| Jan II Kazimierz Waza                                                                 | 22 | Ludwik Wejher                                              |         |      | grudzień 1648 – 18 lutego 1656                        | zm. 18 lutego 1656, Malbork                    |
| Jan II Kazimierz Waza                                                                 | 23 | Stanisław Kobierzycki                                      |         |      | 31 maja 1656 – 1665                                   | ok. 1600 – 1665, Kalisz                        |
| Jan II Kazimierz Waza/ Michał Korybut Wiśniowiecki/ Jan III Sobieski                  | 24 | Jan Ignacy Bąkowski                                        |         |      | 8 marca 1665 – 1677                                   | ok. 1615 – 25 grudnia 1679, Gdańsk             |
| Jan III Sobieski                                                                      | 25 | Władysław Denhoff                                          |         |      | 1677 – 7 października 1683                            | 1639 – 7 października 1683, Parkany            |
| Jan III Sobieski                                                                      | 26 | Władysław Łoś                                              |         |      | 19 lutego 1684 – styczeń 1694                         | zm. 10 marca 1694, Warszawa                    |
| Jan III Sobieski/ August II Mocny                                                     | 27 | Jan Gniński Jan Krzysztof Gniński                          |         |      | 24 lutego 1694 – 1703                                 | zm. pocz. 1703                                 |
| August II Mocny/ Stanisław Leszczyński/ August II Mocny                               | 28 | Jan Ignacy Działyński                                      |         |      | 14 kwietnia 1703 – listopad 1724                      | zm. listopad 1724                              |
| August II Mocny                                                                       | 29 | Stefan Potocki                                             |         |      | 26 lutego 1726 – 9 marca 1726                         | zm. 10 maja 1730, Lwów                         |
| August II Mocny/ Stanisław Leszczyński/ August III Sas                                | 30 | Piotr Jan Czapski                                          |         |      | 11 marca 1726 – 3 listopada 1736                      | 3 czerwca 1685 – przed 8 listopada 1736        |
| August III Sas                                                                        | 31 | Jakub Florian Narzymski                                    |         |      | 8 lipca 1737 – 14 kwietnia 1758                       | 14 listopada 1690 – 21 sierpnia 1759, Warszawa |
| August III Sas/ Stanisław August Poniatowski                                          | 32 | Paweł Michał Mostowski                                     |         |      | 20 kwietnia 1758 – 20 maja 1766                       | ok. 1721 – 18 kwietnia 1781, Paryż             |
| Stanisław August Poniatowski                                                          | 33 | Jan Jerzy Detloff Flemming niem. Georg Detlev von Flemming |         |      | 22 maja 1766 – 10 grudnia 1771                        | 3 marca 1699, Iven – 12 grudnia 1771, Warszawa |
| Stanisław August Poniatowski                                                          | 34 | Ignacy Franciszek Przebendowski                            |         |      | 31 stycznia 1772 – 18 marca 1779                      | ok. 1730 – 14 września 1791                    |
| Stanisław August Poniatowski                                                          | 35 | Feliks Antoni Łoś                                          |         |      | 5 czerwca 1779 – przed 9 grudnia 1790                 | 1737 – 1804                                    |
| Stanisław August Poniatowski                                                          | 36 | Józef Mier                                                 |         |      | 9 grudnia 1790 – 24 listopada 1795, od 1793 tytularny | ok. 1730 – 20 maja 1808                        |

## Wicewojewodowie województwa pomorskiego Królestwa Polskiego i I Rzeczypospolitej
| Monarcha                                               | #  | Wicewojewoda | Portret | Herb | Lata sprawowania urzędu                 | Lata życia                 |
| ------------------------------------------------------ | -- | --- | ------- | ---- | --------------------------------------- | -------------------------- |
| Zygmunt II August                                      | 1  | Adam Trebnic Funkcje wicewojewody sprawował w powiatach tczewskim, puckim i gdańskim                                |         |      | 22 lipca 1557                           |                            |
| Zygmunt II August                                      | 1  | Franciszek Żelisławski Funkcję wicewojewody sprawował w powiatach mirachowskim, człuchowskim, tucholskim i świeckim |         |      | 11 sierpnia 1557 – listopada 1560       |                            |
| Stefan Batory                                          | 2  | Stanisław Kostka |         |      | 24 kwietnia 1584                        |                            |
| Zygmunt III Waza                                       | 3  | Ludwik Mortęski |         |      | 25 czerwca 1591 – 2 listopada 1593      | 1554 – 15 sierpnia 1615    |
| Zygmunt III Waza                                       | 4  | Jan Loka |         |      | 26 maja 1614                            |                            |
| Zygmunt III Waza                                       | 5  | Jerzy Bąkowski |         |      | 29 września 1616 – 19 marca 1619        |                            |
| Zygmunt III Waza/ Władysław IV Waza                    | 6  | Szczęsny Lewald–Powalski Feliks Lewald–Powalski                                                                     |         |      | 10 października 1622 – 10 marca 1640    |                            |
| Władysław IV Waza                                      | 7  | Łukasz a Canden–Trzciński Łukasz von Canden–Trzcieński                                                              |         |      | 21 marca 1641 – 12 listopada 1648       |                            |
| Jan II Kazimierz Waza                                  | 8  | Adam Przeworski Adam Przewoski                                                                                      |         |      | 5 stycznia 1652 – 19 maja 1654          |                            |
| Jan II Kazimierz Waza                                  | 9  | Andrzej Garczyński Andrzej von Rautenberg Garczyński                                                                |         |      | 5 października 1658 – 21 kwietnia 1660  |                            |
| Jan II Kazimierz Waza                                  | 10 | Jan Czarliński |         |      | 5 października 1660 – 29 styczeń 1663   |                            |
| Jan II Kazimierz Waza                                  | 11 | Leonard Bartliński Leonard Bartliński de Walenbach                                                                  |         |      | 20 lutego 1666 – 14 lutego 1667         |                            |
| Michał Korybut Wiśniowiecki/ Jan III Sobieski          | 12 | Leonard Bystram |         |      | 8 lipca 1671 – 10 grudnia 1680          |                            |
| Jan III Sobieski                                       | 13 | Paweł Antoni Białobłocki Paweł Antoni Białobłocki z Rynkówki                                                        |         |      | 7 stycznia 1683 – 16 grudnia 1689       |                            |
| Jan III Sobieski/ August II Mocny                      | 14 | Wojciech Kawęczyński Wojciech Kawieczyński                                                                          |         |      | 14 lutego 1692 – 1701                   |                            |
| August II Mocny                                        | 15 | Jan Kazimierz Dobrski Jan Kazimierz Dobski                                                                          |         |      | 14 lipca 1701 – 9 stycznia 1702         | zm. ok. 1704               |
| Stanisław Leszczyński/ August II Mocny                 | 16 | Marcin Jan Chełstowski                                                                                              |         |      | 1708 – 9 maja 1719                      | zm. przed 10 września 1719 |
| August II Mocny/ Stanisław Leszczyński/ August III Sas | 17 | Jan Antoni Bystram                                                                                                  |         |      | 7 listopada 1719 – pocz. 1740           | zm. pocz. 1740             |
| August III Sas/ Stanisław August Poniatowski           | 18 | Michał Lewald–Jezierski                                                                                             |         |      | ok. 14 listopada 1761 – 8 kwietnia 1766 |                            |
| Stanisław August Poniatowski                           | 19 | Michał Władysław Lniski                                                                                             |         |      | 9 września 1766 – 1772/1777             | ok. 1723 – 1777, Gdańsk    |